# Бруно Таут
Бруно Юліус Флоріан Таут (нім. Bruno Julius Florian Taut; 4 травня 1880, Кенігсберг — 24 грудня 1938, Стамбул) — німецький архітектор і містобудівник. Будучи яскравим представником «нової речевості» в архітектурі, в першу чергу отримав популярність завдяки спроектованим ним житловим комплексам в Берліні: селище Хуфайзен в районі Бриц і «Хатина дядька Тома» в районі Целендорф. Молодший брат Бруно Таута Макс Таут також став архітектором.

## Навчання і перше архітектурне бюро
Бруно Таут був другим сином комерсанта з Кенігсберга Юліуса Таута. Закінчивши місцеву гімназію, в 1897 р. Бруно продовжив навчання в кенігсбергському будівельному училищі, яке він успішно закінчив за три семестри. У 1902 р. Таут працював у різних архітектурних бюро Гамбурга і Вісбадена, а роком пізніше отримав можливість працювати в архітектурному бюро відомого берлінського архітектора Бруно Мерінга, де він вперше стикнувся зі стилем модерн та іншими новими архітектурними тенденціями. У 1904-1908 рр. Таут працював у Штутгарті у професора архітектури Теодора Фішера, де отримав досвід містобудування. Завдяки рекомендації Фішера в 1906 р. Таут отримав своє перше замовлення на реставрацію сільської церкви в Унтерріксінгені поблизу Людвігсбурга. Для вивчення історії мистецтва і міського будівництва у Вищій технічній школі в Шарлоттенбурзі Таут повернувся до Берліну. Роком пізніше він відкрив у Берліні своє перше архітектурне бюро. У 1911 р. Таут займався реставрацією невеликий древньої церкви в Нідене в Уккермарку, де збереглися розписи, виконані Таутом разом з гамбурзьких художником Францем Мутценбехером. Зокрема, колірне рішення вівтарної перешкоди вважається одним з ранніх ключових творів, виконаних у його колірній концепції.

## Перші великі проєкти

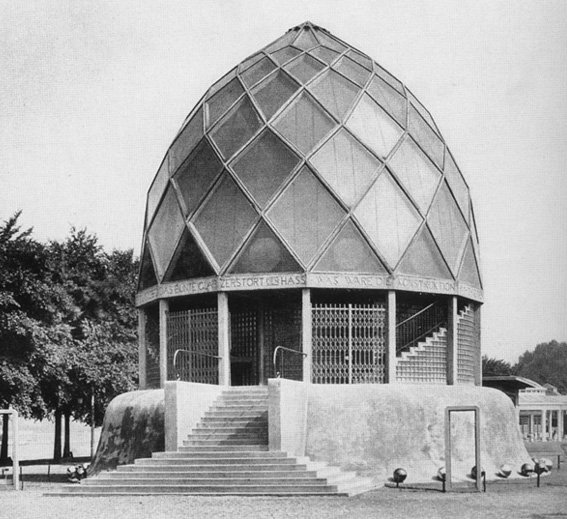
Скляний павільйон Таута на виставці Німецького Веркбунда 1914 р. у Кельні

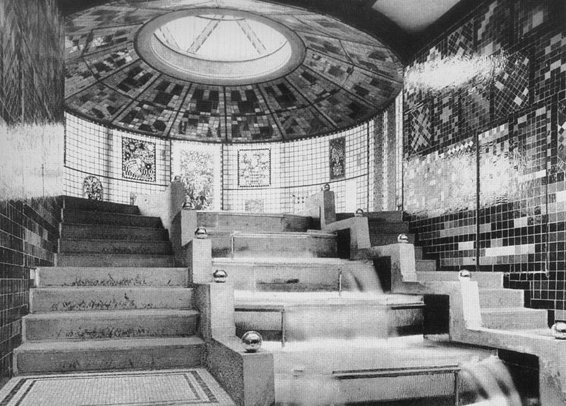
Інтер'єр Скляного павільйону

Перші великі проекти Таута відносяться до 1913 року. Архітектор отримав замовлення на проектування в Берліні і Магдебурзі садових селищ, нової для Німеччини архітектурної форми, запозиченої в Англії. Таут використовував у проектах нові архітектурні методи і художньо-конструкторські елементи, які і надалі будуть відрізняти його роботи і стануть основою нового архітектурного напряму в Німеччині — «нового будівництва». Вулиці у своїх селищах він проектував в напрямку з півночі на південь, щоб в будинках було багато світла і повітря. Для оформлення фасадів та їх елементів Таут використовував яскраві кольори, за що його дачне селище Фалькенберг в Берліні отримало назву «Ящик з фарбами». Міжнародну популярність архітектору Тауту приніс проект його «Скляного будинку» для павільйону скляної промисловості Німеччини на кельнській виставці Німецького Веркбунда 1914 р. Під час Першої світової війни Бруно Таут вимушено займався теоретичною роботою, а її результатом стала опубліковані в 1918 і 1919 рр. два великих цикла «Альпійська архітектура» і «Розпад міст», присвячені утопічній темі злиття архітектури і природи. Під враженням революційних тенденцій у повоєнному мистецтві Таут створює «Робочий комітет мистецтва», який повинен був переломити ідеї Листопадової революції 1918 р. у мистецтві. Таут також вступив у таємну переписку з іншими митцями-однодумцями, серед яких були Вальтер Гропіус і Ганс Шарун. Ця епістолярна серія отримала назву «Скляний ланцюг». У відсутність замовлень Бруно Таут звернувся до театрально-декоративного мистецтва і створив декорації для постановки «Орлеанської діви» Шиллера в Берліні.

## Магдебург

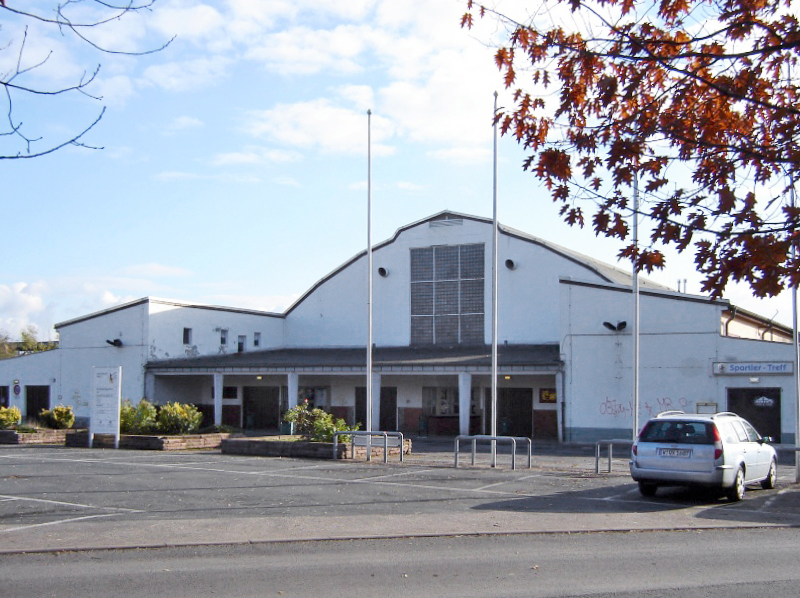
Павільйон «Місто і країна». Магдебург. 1922

Проекти садових селищ у районі Реформ в Магдебурзі забезпечили Бруно Тауту загальне визнання. У 1921 р. мер Магдебурга, соціал-демократ Герман Баймс призначив креативного архітектора з авангардистськими поглядами на посаду радника з містобудування, поставивши перед ним завдання створення генерального плану забудови Магдебурга. Таут створив штаб з молодих архітекторів-однодумців, серед яких були Карл Крайль і Йоганнес Гедеріц. Крім створення генерального плану, Таут займався послідовним просуванням своєї концепції кольору в архітектурі. З цією метою безпосередньо після призначення Таут почав кампанію в газетах під заголовком «Заклик до барвистого будівництва». До відкриття великої «Середньонімецької виставки» в Магдебурзі в 1922 р. в центрі міста за барвистими проектами Таута було оформлено 80 фасадів будинків. Незважаючи на різку критику Таута з боку городян, акція стала успішним рекламним ходом для Магдебурга, забезпечивши «різнобарвному місту», як його стали називати, значний резонанс у повсякденній та професійній пресі. Для виставки Таут створив виставковий павільйон «Місто і країна» (нині павільйон Германа Гізелера).

## Повернення до Берліна

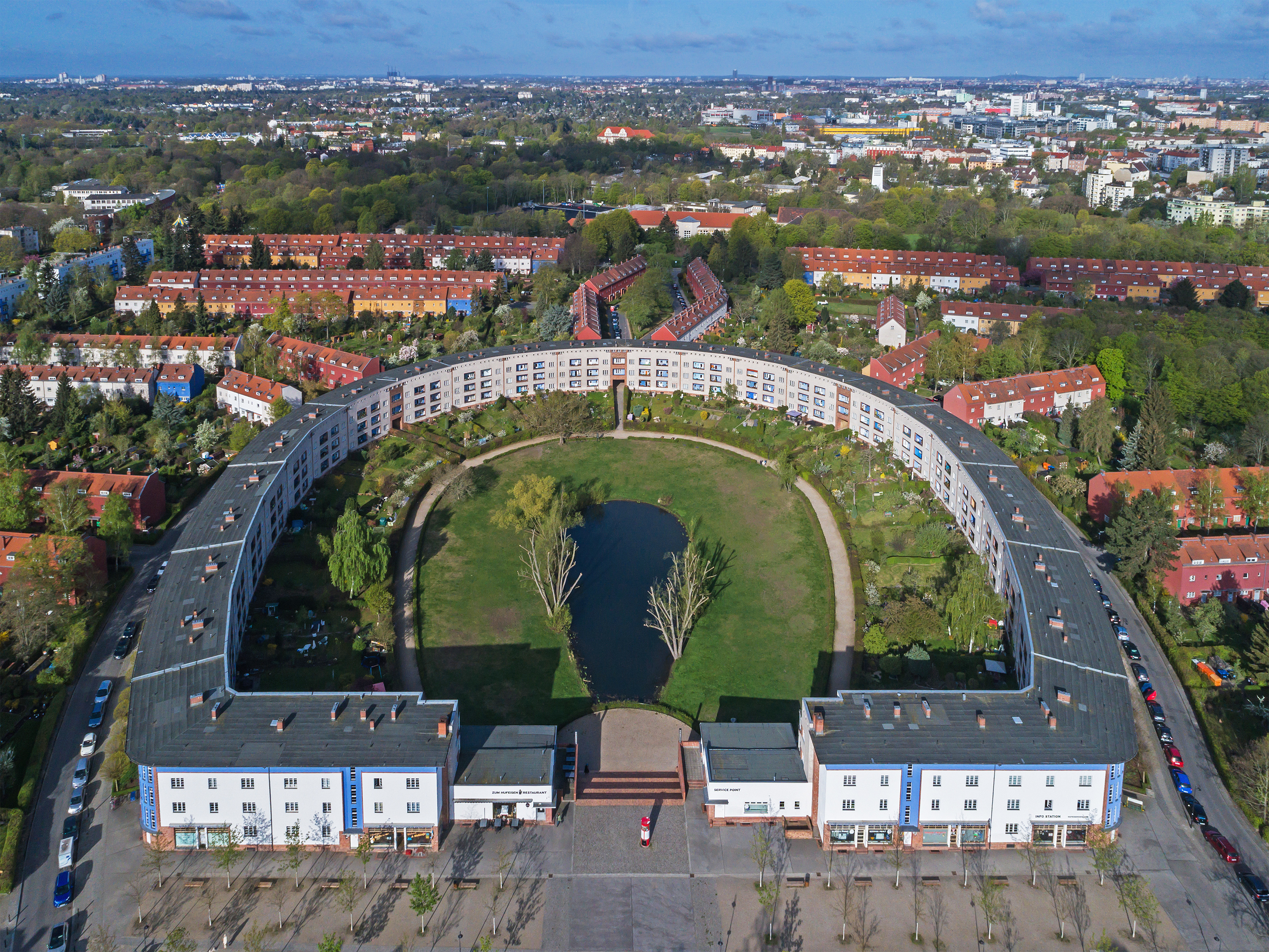
Селище Хуфайзен в берлінському районі Бриц. 1925

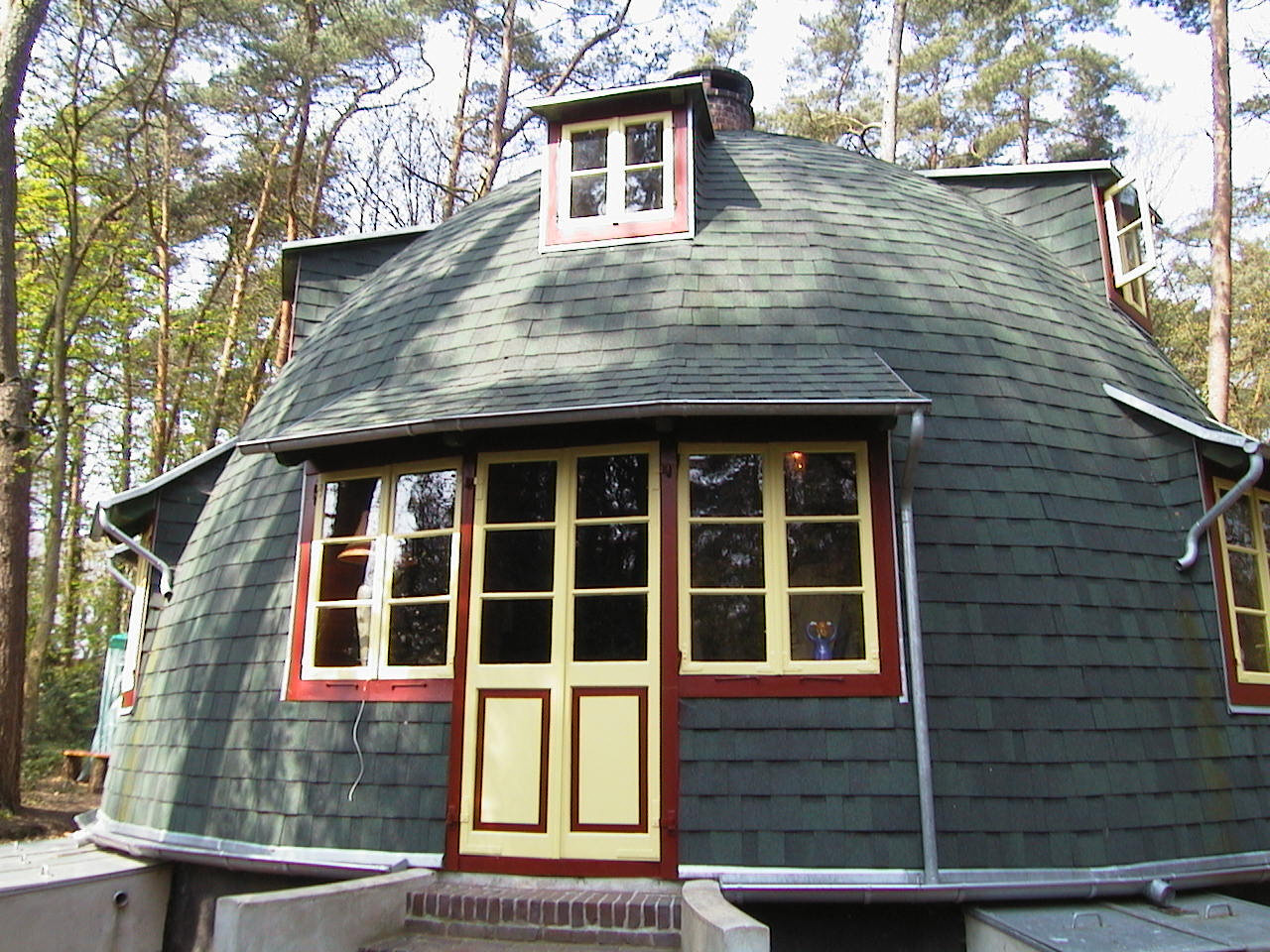
Будинок художника у Ворпсведі. 1926

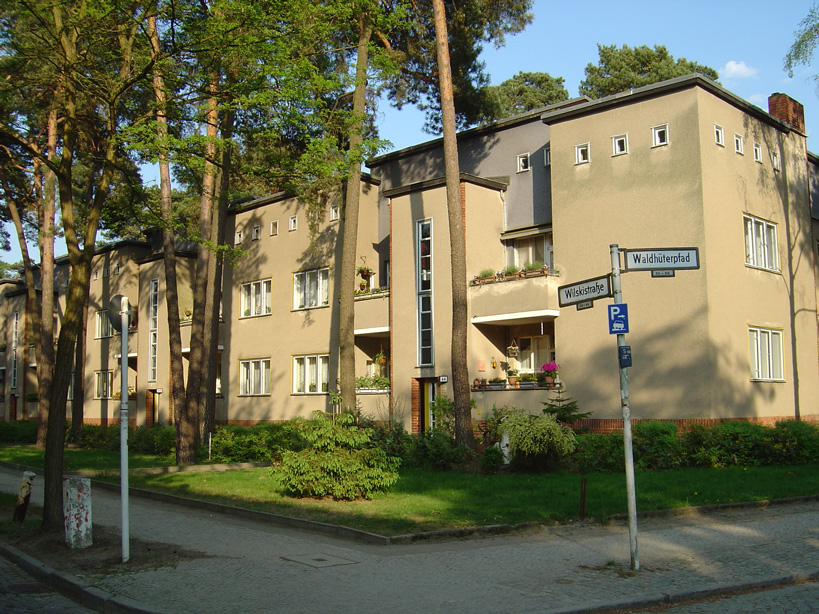
Житловий комплекс «Хатина дядька Тома» у берлінському районі Целендорф. 1926

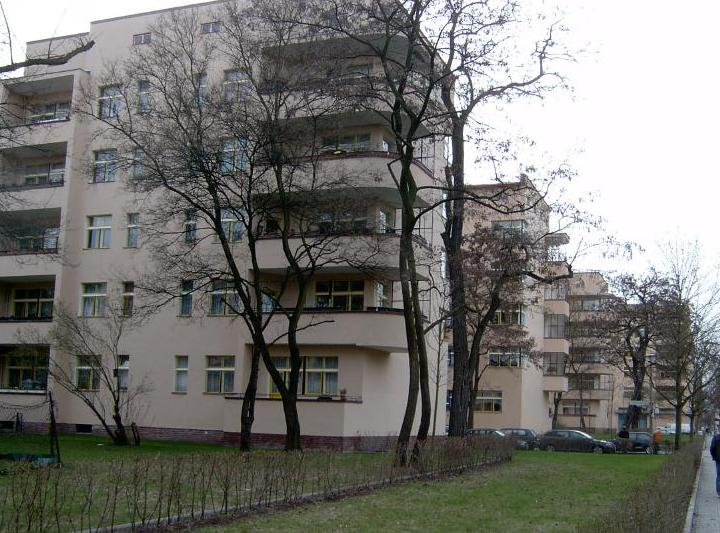
Житловий комплекс ім. Карла Легіна в берлінському районі Пренцлауер-Берг. 1929 р.

Завершивши роботи з генерального плану забудови міста і не бачачи подальших перспектив для своєї творчості в Магдебурзі, 1 квітня 1924 р. Таут пішов у відставку і повернувся до Берліну, де в період між 1924 і 1931 р. виконав кілька замовлень з будівництва житлових комплексів. Під його керівництвом в Берліні виникли селище Хуфайзен в районі Бриц і лісове селище «Хатина дядька Тома» в районі Целендорф. За ці вісім років Таут створив у Берліні 12 тисяч квартир. У 1930 р. Вища технічна школа в Шарлоттенбурзі присвоїла Бруно Тауту звання професора у галузі житлового будівництва. Таут був прийнятий в Академію мистецтв, а Міжнародний союз архітекторів Японії прийняв його в почесні члени. Продовжуючи залишатися прихильником революційних ідей, які на його думку втілювалися в життя в Радянському Союзі, Таут вирушив в 1932 р. до Москви, де оформив відділ нового будівництва в міській адміністрації. Розчарований станом архітектури в Радянському Союзі і зіткнувшись з попередніми економічними і технічними складнощами, Бруно Таут уже в лютому 1933 р. повернувся в Берлін.

## У часиТретього рейху
Але і в Німеччині Бруно Таут опинився без роботи. Прийшли до влади нацисти, які затаврували архітектора як більшовика від культури, позбавили його професорського звання і вигнали з Академії мистецтв. Таут покинув Німеччину вже через два тижні після повернення з СРСР, пробув деякий час у Швейцарії та зрештою осів у Японії. Не отримуючи в Японії замовлень, Таут знову звернувся до теоретичних публікацій, присвячених переважно ідеї «нового будівництва». Кошти на життя він отримував від продажу створених ним предметів декоративно-прикладного мистецтва. На запрошення турецького уряду Бруно Таут переїхав у 1936 р. в Туреччину, в якій відчувалася нестача кваліфікованих архітекторів для модернізації країни. Бруно Таут став професором архітектури в Академії мистецтв Стамбула. Окрім викладацької діяльності у Таута з'явилася можливість зайнятися і архітектурними проєктами. Бруно Таут створив проекти будівлі університету в Анкарі і ряд шкіл в Туреччині. У 1938 р. турецькою мовою вийшла розпочата ще в Японії праця Таута «Теорія архітектури». Останнім замовленням Тауту став катафалк померлого в 1938 р. засновника держави Ататюрка. Довгі роки Бруно Таут страждав від астми, від якої помер у 58-річному віці 24 грудня 1938 р. До теперішнього часу Бруно Таут»— єдиний європеєць, похований на кладовищі Едірнекали в Анкарі.

## Визнання
Архітектурні ідеї Бруно Таута отримали пізніше визнання в 2008 р., коли створені ним у співпраці з Вальтером Гропіусом, Гансом Шаруном та іншими архітекторами житлові квартали Берліна були внесені в Список Всесвітньої спадщини ЮНЕСКО, де зазначається, що ці житлові комплекси являють собою новий тип соціального житла епохи класичного модернізму і справили значний вплив на розвиток архітектури та міського будівництва.

## Праці
- Bruno Taut, Paul Scheerbart, Erich Baron, Adolf Behne: Die Stadtkrone (1917) Gebrüder Mann, Berlin 2003 ISBN 3786124043
- Der Weltbaumeister. Architektur — Schauspiel für symphonische Musik 1920
- Auflösung Städte der 1920
- Frühlicht. Vier Hefte (1920-1922) Gebrüder Mann, Berlin 2000 ISBN 3786118620
- Die neue Wohnung. Die Frau als Schöpferin (1923) ebd. 2001 ISBN 3786123624
- Das japanische Haus und sein Leben (1937) ebd. 1997 ISBN 3786118825
- Ich liebe die japanische Kultur. Kleine Schriften über Japan.  Hg. Manfred Speidel. ebd. 2003 ISBN 3786124604
- Ein Wohnhaus ebd. 1995 ISBN 3786118949
- Bruno & Heinrich Taut: Bruno Taut. Natur und Fantasie. 1880-1938 Hg. Manfred Speidel. Ernst & Sohn 1995 ISBN 3433026416
- Alpine Architektur: A Utopia — Eine Utopie (1918) Neuaufl. Hg. Matthias Schirren ISBN 3-7913-3156-6
- Таут Бруно. Архитектура как выразитель власти. — «Строительная промышленность», № 6—7, 1926.